# Bergrutsch Hinterstein

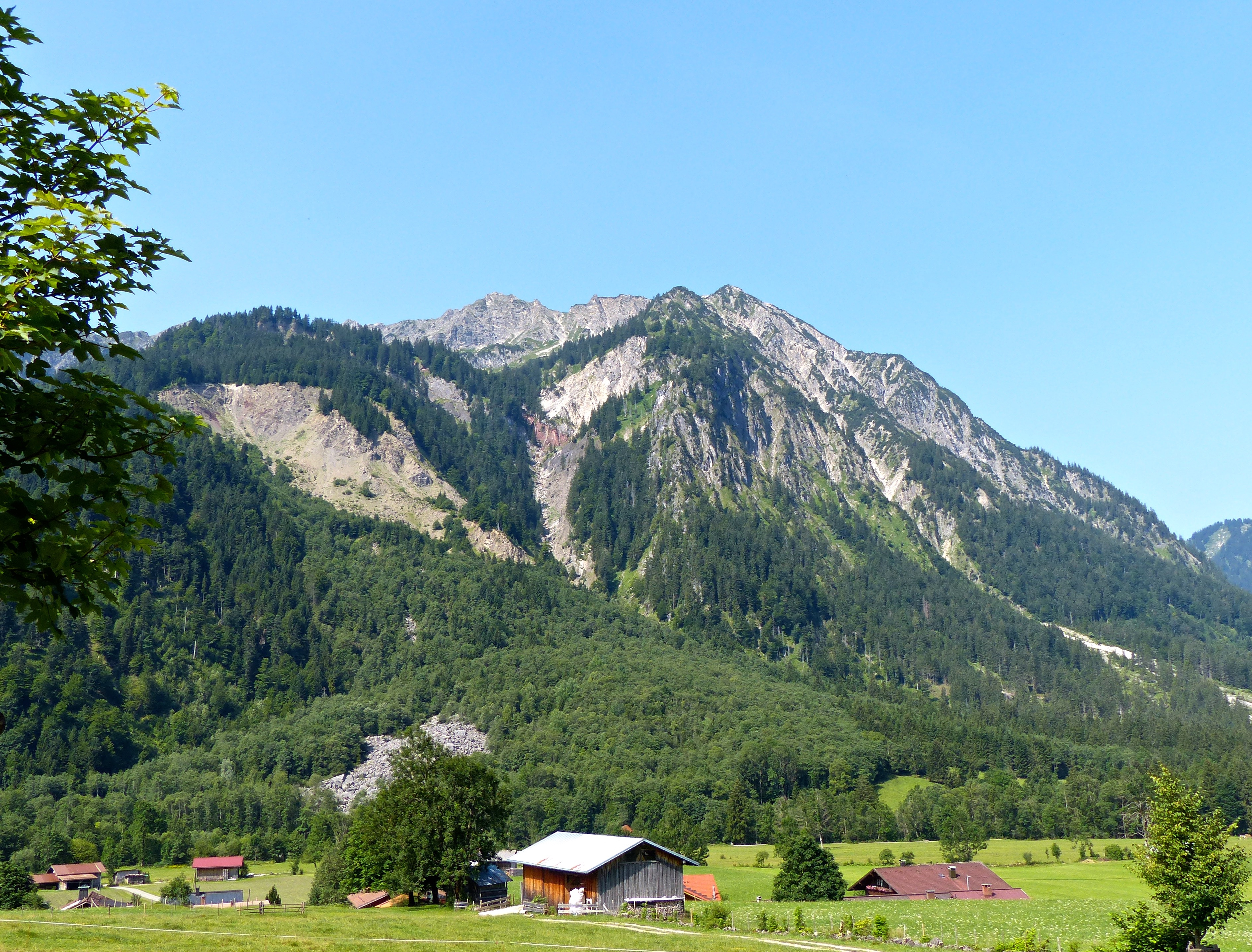
Bereich des Bergrutsches im Jahr 2015 (überwiegend wieder bewachsen)

Der Bergrutsch Hinterstein war ein großer Erdrutsch. Durch ihn entstand ein Geotop südlich von Hinterstein im Landkreis Oberallgäu. Auf einer Länge von 400 m  brachen am Osthang des Breitenbergs am 6. Mai 1964 Teile des Berghangs ab und rutschten ins Ostrachtal.

## Geologie
Der Osthang des Breitenbergs wird aus dunklen obertriassischen bis jurassischen, dünnbankigen Kalk-, Mergel- und Tonsteinen der Kössen- und Allgäu-Formation aufgebaut, die in einem sogenannten tektonischen Fenster, dem Hintersteiner Fenster, jüngere Gesteine des Hauptdolomits der Allgäu-Decke „durchspießen“. Die rhythmische Wechsellagerung von Kalk- und Mergelsteinen ist in der Regel sehr verwitterungsanfällig. Die Kalksteine wechsellagern mit blättrigen bis dickbankigen, dunkelgrauen, dünnblättrig zerfallenden Mergel- bis Tonmergelsteinen und weisen oft millimeter- bis zentimetergroße Bioturbations-Flecken auf.

## Chronologie des Bergrutsches
Bodenbewegungen wurden schon Jahre vor dem eigentlichen Bergrutsch im Bereich der späteren Abrisskante beobachtet. Erste größere Bewegungen am Hang wurden am 3. und 4. September 1964 registriert. Nachdem sich in den folgenden Monaten die Hangbewegungen beruhigt hatten, erfolgte nach heftigen Regenfällen am 6. Mai 1964 um 12.30 Uhr der Abbruch einer Felspartie auf einer Länge von 400 Metern. Etwa 700.000 Kubikmeter Geröll rutschten mit einer Geschwindigkeit von einem Meter pro Minute talwärts und begruben 14 Hektar Wald und 11 Hektar Grünland unter sich. Die Geröllmassen stürzten bis in das Bachbett der Ostrach und drohten dieses zu verschütten bzw. den Fluss aufzustauen. Mit Hilfe der örtlichen Baufirmen und Planierraupen der Bundeswehr wurden ein Stadel und die Guferbrücke abgerissen und für die Ostrach am folgenden Tag ein Ausweichbett planiert, um einen unkontrollierten Aufstau und Überschwemmungen zu verhindern. Am 28. Mai 1966 wurde die neue Guferbrücke errichtet.
Als Ursache für den Bergrutsch muss eine Verminderung der Haftreibung zwischen den dünnbankig ausgebildeten Gesteinsschichten im Hintersteiner Fenster infolge der Durchfeuchtung nach den heftigen Regenfällen angesehen werden. Wegen der dadurch herabgesetzten inneren Haftreibung erfolgte ein Verlust der Stabilität entlang einer vorgezeichneten Gleitfuge, und die Bergflanke rutschte ab. An der nun freigelegten Bergflanke wurden die Gesteine des Hintersteiner Fensters und im Bereich der Abbruchkante bei der Älpe-Alpe die überlagernden Moränenablagerungen des letzten Eiszeitalters sichtbar. Die eigentliche Abbruchkante lag im Ausstrichsbereich der Allgäuschichten des Lias. Diese Gesteinsfolge ist hier durch eine sehr verwitterungsanfällige, engräumige Wechsellagerung von Ton-, Mergel- und Kalksteinen gekennzeichnet. Durch den Schuttkegel verborgen, liegen unterhalb der Allgäu-Formation noch die Rätolias-Kalke und die Mergelsteine der Kössen-Formation.

## Einstufung als Geotop
Das Geotop Bergrutsch südlich von Hinterstein ist vom Bayerischen Landesamt für Umwelt als geowissenschaftlich wertvolles Geotop (Geotop-Nr. 780r016) mit einer Eignung als Exkursions- und Forschungsobjekt eingestuft worden. Anlässlich des 50. Jahrestages des Bergrutsches wurde 2014 auf Privatinitiative mit Unterstützung des Marktbauamtes eine Informationstafel aufgestellt.

## Bouldern
Das Bouldern in diesem Bereich, der auch als „Bergsturz“ bezeichnet wird, ist nicht risikolos.